# 东京字体指导俱乐部
东京字体指导俱乐部成立于1987年，2006年被日本东京都政府授予非营利组织（NPO）地位，是日本字体研究和图形设计领域具有代表性的非营利组织之一。著名设计师、字体研究专家 浅葉克己 先生自创建以来一直担任理事长至今。
东京字体指导俱乐部 对入会会员要求甚严，迄今为止仅有不到150名会员（包括日本本土和日本海外会员），会员均为在某领域取得杰出成就的专业人士，如著名设计师 仲條正義、葛西薫、佐藤可士和、中島英樹、服部一成、Alexander Gelman（美国）、Wang Xu（中国）、John Warwicker（英国）等。
东京字体指导俱乐部于1990年开始设立 東京TDC賞（TDC Annual Awards ／ 东京字体指导俱乐部奖）已经成为亚太地区字体研究和图形设计领域最出色的比赛之一，东京字体指导俱乐部奖 旨在关注与推崇表现文字和语言之间具有深刻关联的字体设计，同时也十分关注艺术指导者在企业品牌诉求时的品味和视觉沟通艺术及设计的主张。Tokyo TDC 年赛每年从世界各地募集数千件优异的参赛作品，从中选拔出顶尖之作授予 Tokyo TDC 大奖。